# Jaroslav Pánek

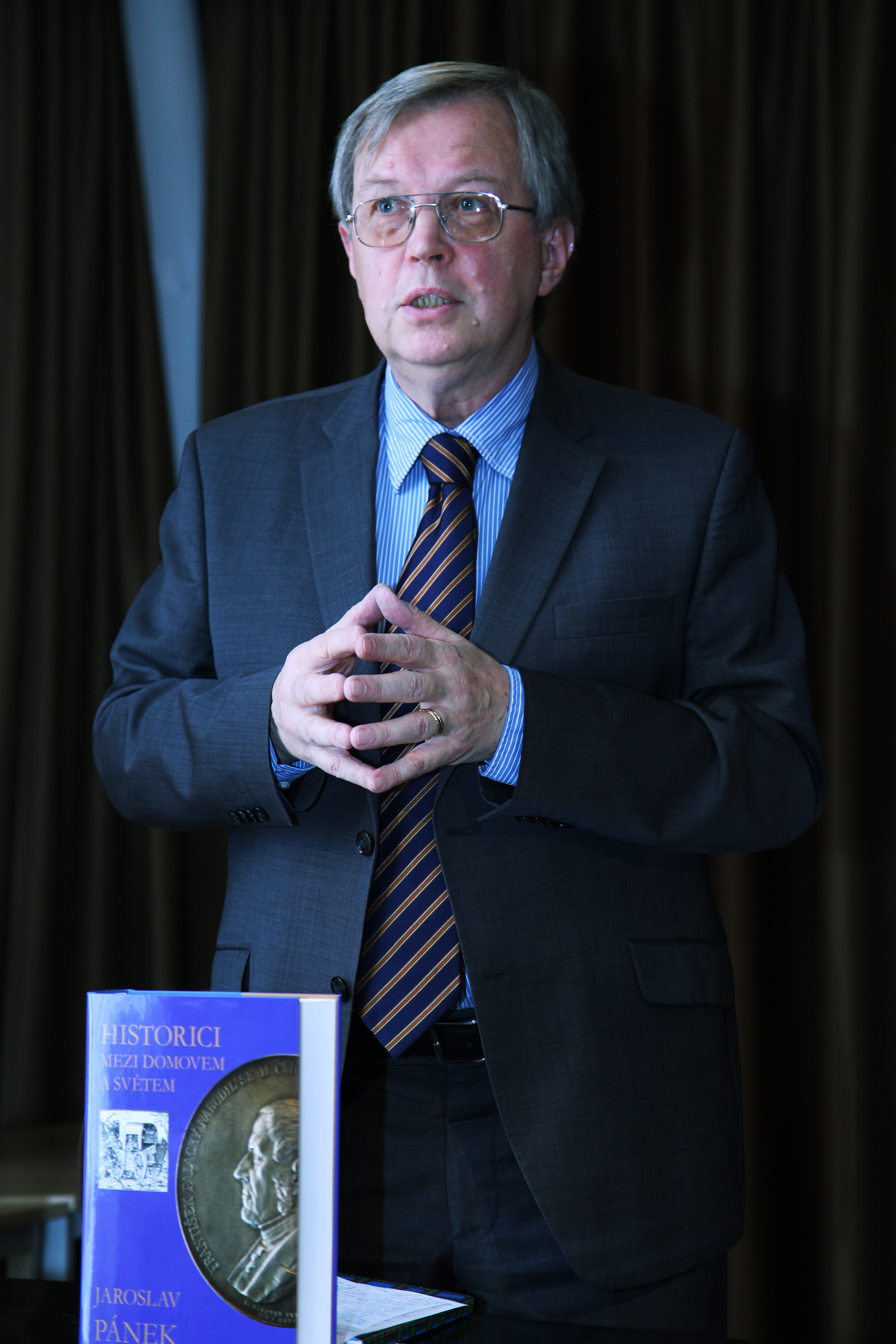
Jaroslav Pánek (2013)

Jaroslav Pánek (* 23. Januar 1947 in Prag) ist ein tschechischer Historiker. Seine Forschungsschwerpunkte sind die tschechische und mitteleuropäische Geschichte der Neuzeit. Er gehört der Akademie der Wissenschaften der Tschechischen Republik an.
Nach dem Studium der Geschichte und Slawistik von 1965 bis 1970 an der Philosophischen Fakultät der Karls-Universität Prag arbeitete Pánek als Archivar und später als Leiter des Archivs. 1976 trat er in das Institut der Tschechoslowakischen Akademie der Wissenschaften ein, an welcher er bis heute arbeitet. In der Periode von 1998 bis  2005 war er Direktor des Historischen Instituts der Akademie. Seit 2009 ist Pánek Leiter des Český historický ústav v Římě (Tschechisches Historisches Institut in Rom).

## Publikationen
- A History of the Czech Lands. Karolinum Press, Charles University, ISBN 80-246-1645-9.
- Stavovská opozice a její zápas s Habsburky 1547–1577. K politické krizi feudální třídy v předbělohorském českém státě. Academia, Praha 1982, 157 S.
- Výprava české šlechty do Itálie v letech 1551–1552 (Die Reise des böhmischen Adels nach Italien in den Jahren 1551–1552). Ústav československých a světových dějin ČSAV, Praha 1987, 304 S.; 2. ergänzte Ausgabe: Veduta, České Budějovice 2003, ISBN 80-903040-8-7, 183 S.
- Poslední Rožmberkové. Velmoži české renesance. Panorama, Praha 1989, ISBN 80-7038-006-3, 417 S.
- Poslední Rožmberk. Životní příběh Petra Voka. Brána, Praha 1996, ISBN 80-85946-47-5, 231 S.
- Vilém z Rožmberka. Politik smíru. Brána, Knižní klub, Praha 1998, ISBN 80-85946-86-6, 315 S.
- Petr Vok z Rožmberka. Život renesančního kavalíra. Vyšehrad, Praha 2010, ISBN 978-80-7429-008-4, 320 S.
- Martin Gaži, Jaroslav Pánek, Petr Pavelec (Hrsg.): Die Rosenberger. Eine mitteleuropäische Magnatenfamilie. Národní Památkový Ústav, České Budějovice 2020, ISBN 978-80-87890-08-0 (überarbeitete Fassung der tschechischsprachigen Publikation Rožmberkové. Rod českých velmožů a jeho cesta dějinami).
- Das politische System des böhmischen Staates im ersten Jahrhundert der habsburgischen Herrschaft (1526-1620) In: Mitteilungen des Instituts für Österreichische Geschichtsforschung Band 97/1–2, Böhlau Verlag Wien 1989
- Comenius und seine Zeit Sitzungsberichte der Leibniz-Sozietät der Wissenschaften zu Berlin 106(2010), S. 25–56
- Der Adel in der böhmisch-mährischen Gesellschaft und Kultur der frühen Neuzeit In: Opera Historica, 1992 (vol. 2), issue 1